# Kaple Zjevení Páně (Smiřice)
Kaple Zjevení Páně (též kaple Tří králů) je kaple ve Smiřicích, propojená s tamějším zámkem. Od roku 1995 je národní kulturní památkou, titulní obraz hlavního oltáře Klanění tří králů je od roku 2006 rovněž národní kulturní památkou v rámci souboru barokních oltářních obrazů Karla Škréty a Petra Brandla.

## Historie
Smiřickým pánům bylo vyčítáno, že okolo Smiřic je mnoho nevěřících, což dokazovala i nepřítomnost hřbitova. Základní kámen kaple byl položen roku 1699. Stavebník kaple, hrabě Jan Josef ze Šternberka (1671–1700), zvolil patrocinium Zjevení Páně či Klanění tří králů. Stavba však byla roku 1700 přerušena tragickou smrtí tehdejších majitelů panství, mladého šlechtického páru Jana Josefa a Marie Violanty ze Šternberku, kteří utonuli v řece Inn v Bavorsku. Na smiřickém panství tak osiřela jejich tehdy roční dcera Marie Terezie Violanta. Zásluhou jejího poručníka, dědečka Václava Vojtěcha ze Šternberka, bylo ve stavbě kostela téměř po roce opět pokračováno. Roku 1711 se v kostele už křtilo.
Autorství projektu a stavba kaple jsou přisuzovány Kryštofu Dientzenhoferovi, starší literatura mylně spekulovala o možném autorství Jana Blažeje Santiniho.
Kaple není orientovaná, směřuje oltářem na sever. Ke kapli přiléhá čtyřboká věž vysoká 49 metrů. Byla dostavěna v roce 1705, na vrcholku je ozdobena osmicípou hvězdou, symbolem Šternberků. Ve věži je zavěšen zvon Egidius (sv. Jiljí) o hmotnosti 1400 kg, který byl ulit kutnohorským zvonařem Jakubem Ptáčkem v roce 1519 pro kostel ve vsi Ples (po roce 1780 zbořena kvůli stavbě pevnosti, od roku 1793 zvané Josefov). Vedle kostela je umístěno sousoší sv. Jana Nepomuckého s anděly z doby kolem roku 1730, které stálo před r. 1951 v prostoru před zámkem. Vytesal ho pravděpodobně některý z žáků Matyáše Brauna.

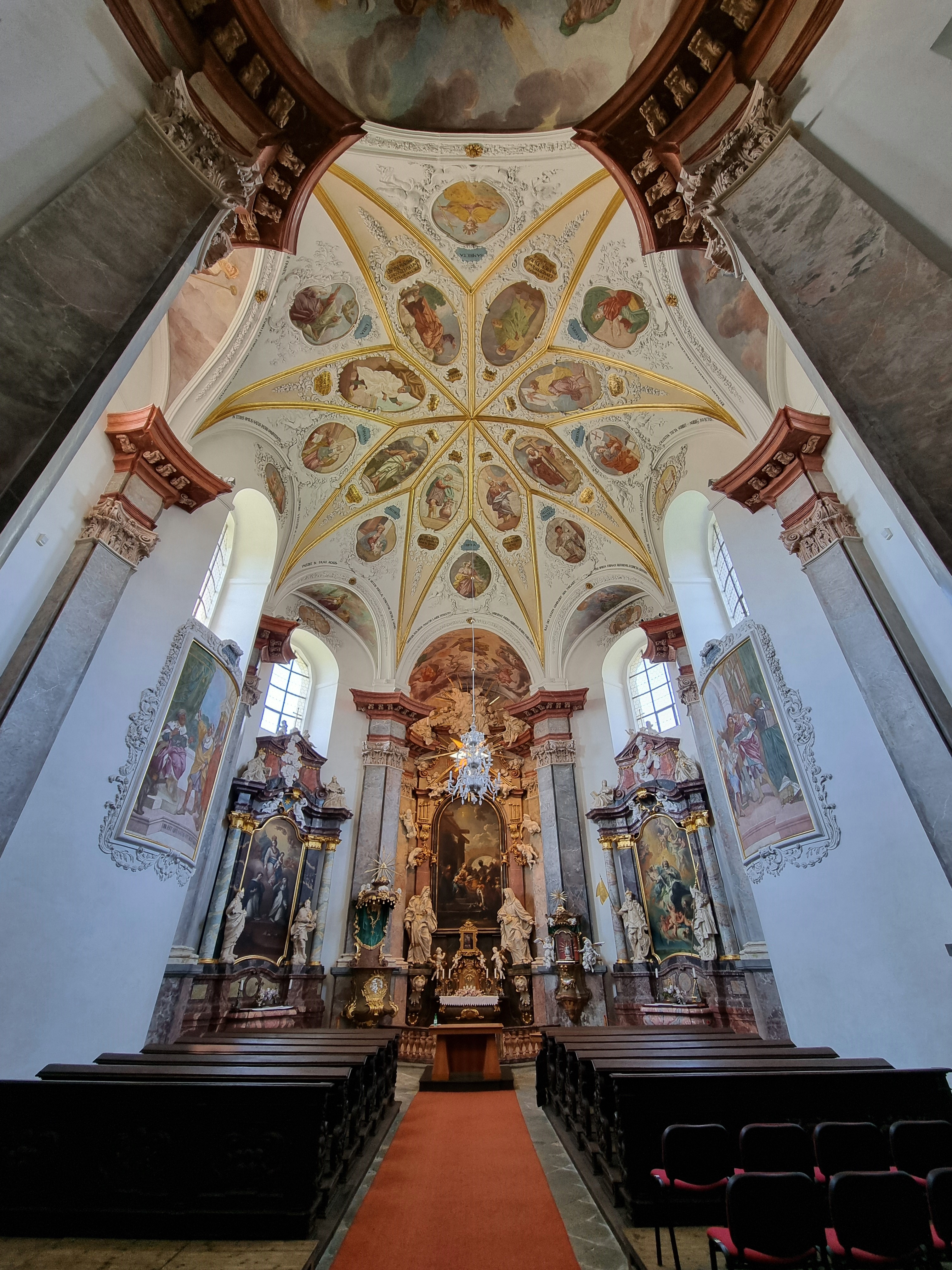
Interiér

Interiér má jednotnou vrcholně barokní výzdobu. Autorem nejcennější malby je Petr Brandl, na hlavním oltáři je jedna z jeho nejvýznamnějších olejomaleb, Klanění tří králů. Brandl je též autorem obrazu na bočním oltáři zobrazující Zázrak sv. Blažeje. Sochařskou výzdobu hlavního oltáře vytvořil Jiří František Pacák. Kazatelna a protějškový oltář Jezulátka je dílem Karla Antonína Devotyho. Většina soch není z kamene, pouze ze dřeva štafírovaného štukem a iluzivní malbou. Mramorování sloupů na štukovém podkladu tvoří leštěná polychromie. Fresky na klenbě a stěnách vymaloval na konci dokončení stavby Jan Jakub Stevens. Ve výzdobě se častokrát se objevuje motiv osmicípé hvězdy, heraldický symbol rodu Šternberků.
O této stavbě se dozvěděl i papež a pozval Marii Terezii Violantu do Říma. Svoji spokojenost vyjádřil darem – obrazem madony na dřevěné desce. Marie Violanta nechala v Benátkách obraz vyzdobit perlami, zlatem a českými granáty. Smiřická madona byla přes 200 let vystavena nad oltářem, poté zrestaurována a uložena do depositáře. Přežila obě světové války a dnes lze v kapli vidět pouze repliku.
V roce 1971 byla kaple odsvěcena a mezi lety 1978 a 2004 postupně stavebně obnovena a výzdoba a vybavení restaurovány. Houslista Jaroslav Svěcený si kapli oblíbil[zdroj⁠?!] pro její zvukovou kvalitu a každoročně se zde konají Smiřické svátky hudby. Občas se koná i jiný koncert, pořádají se svatby.